# Juchtas
Juchtas (gr. Γιούχτας) - góra położona w centralnej części północnej Krety. Była ważnym miejscem dla cywilizacji minojskiej. Znajduje się kilka kilometrów od pałacu w Knossos. 
Góra do dziś pozostaje ważnym ośrodkiem życia religijnego. Na jej szczycie znajduje się prawosławny kościół Afendis Christos, słynący z cudownej ikony przedstawiającej Przemienienie Pańskie. Najbliższa miejscowość dla kościoła to Archanes.

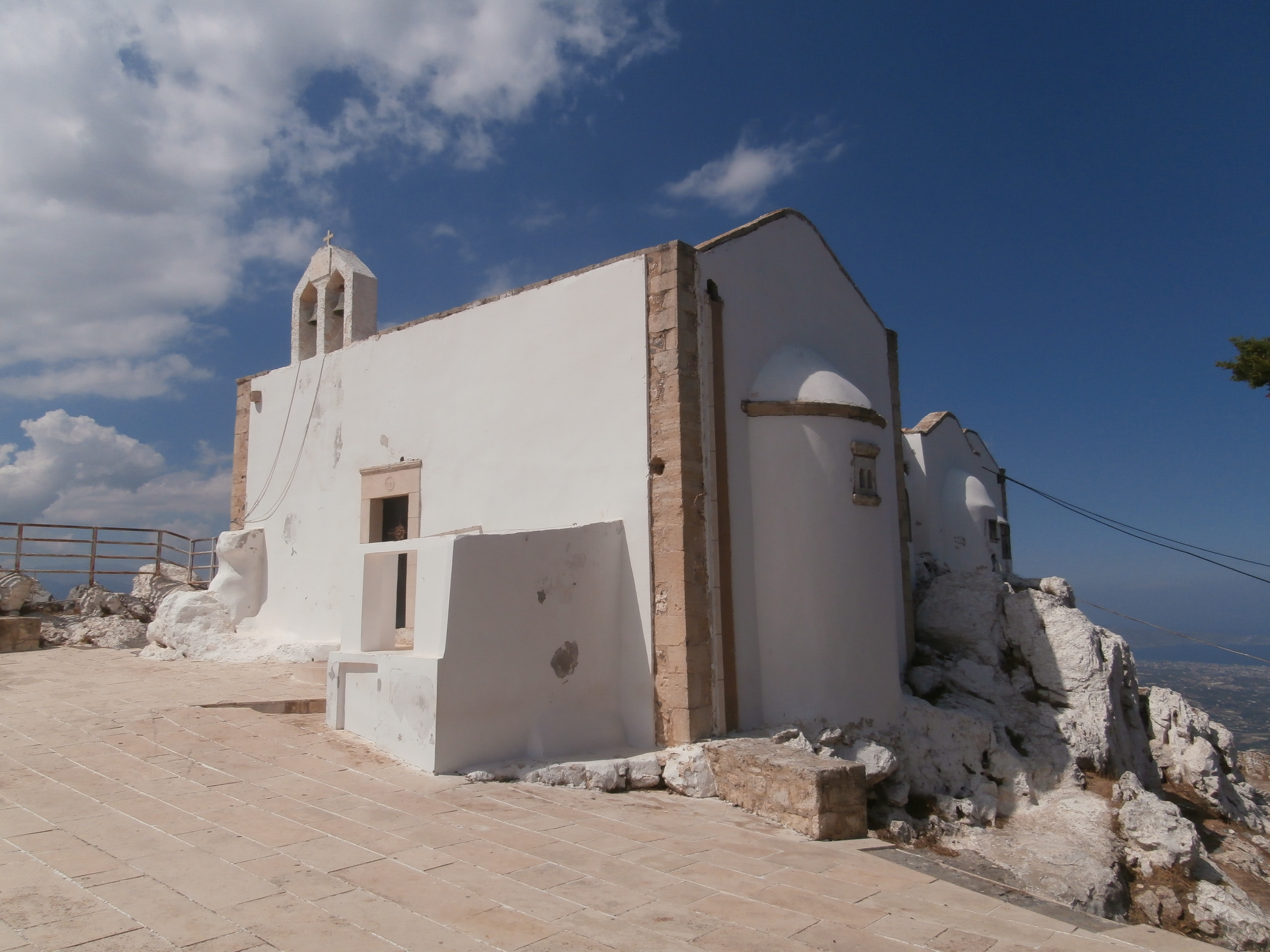
Kościół Afendis Christos, znajdujący się na szczycie góry
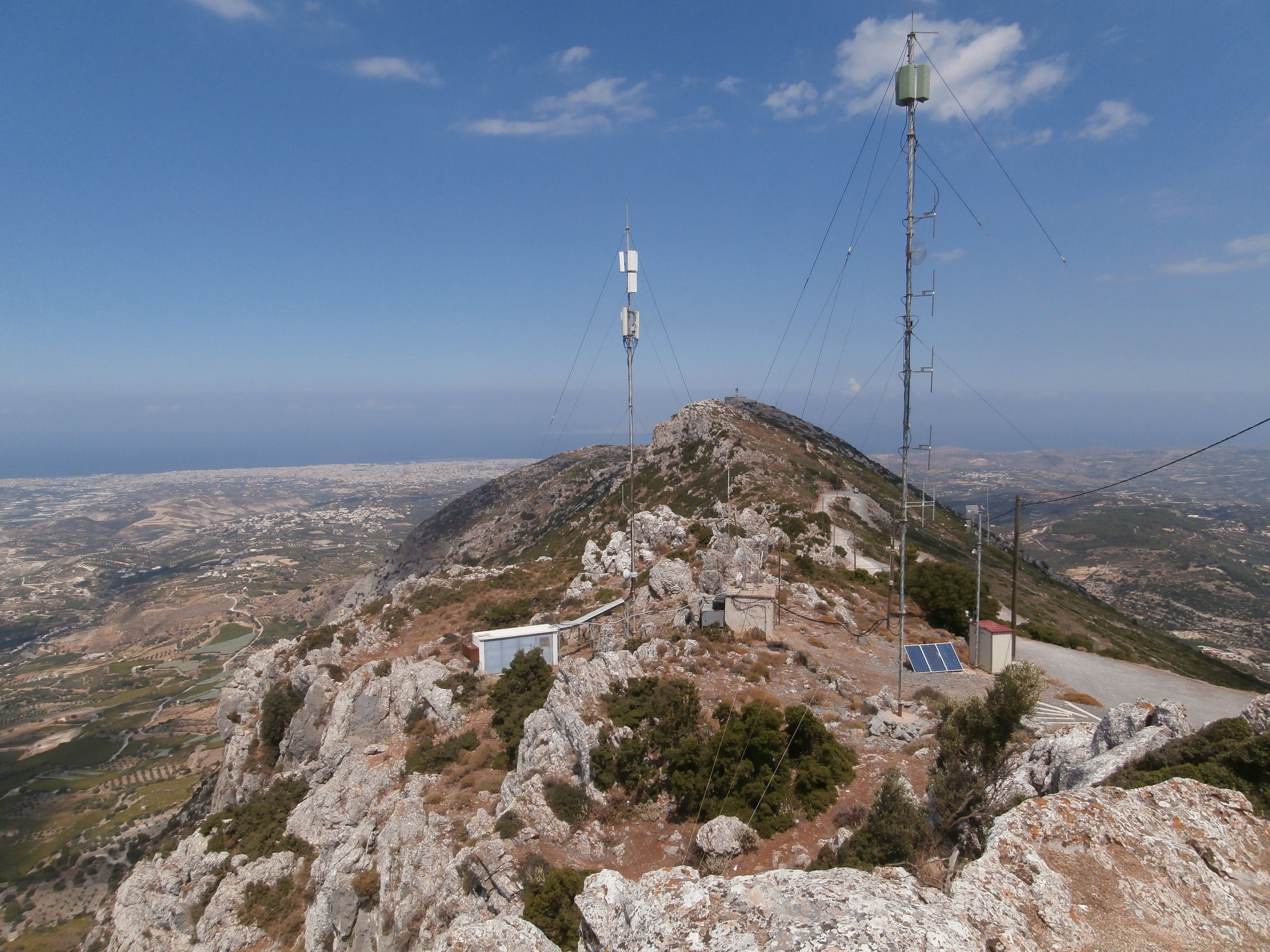
Szczyt góry
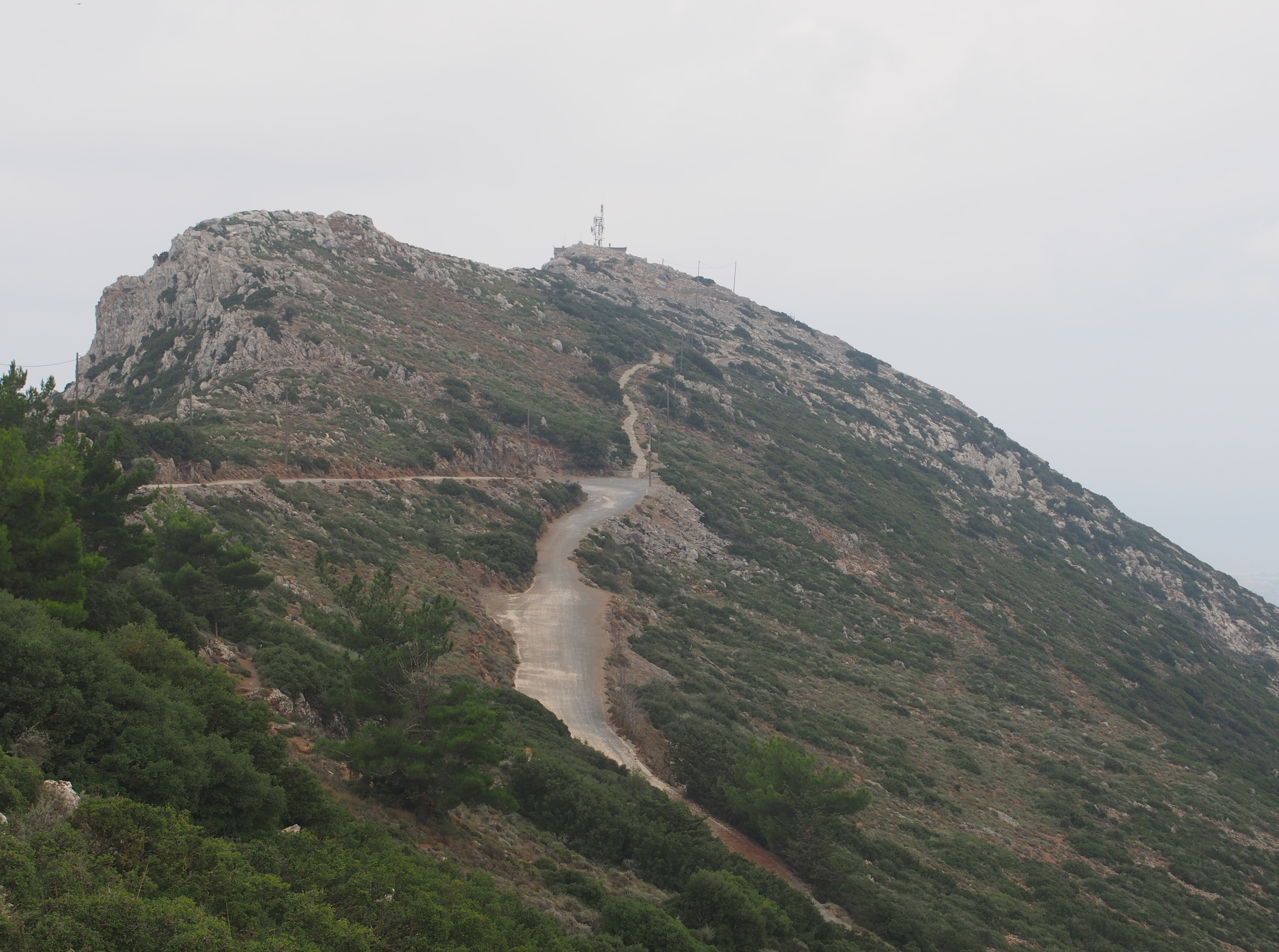
Na górę da się wjechać samochodem
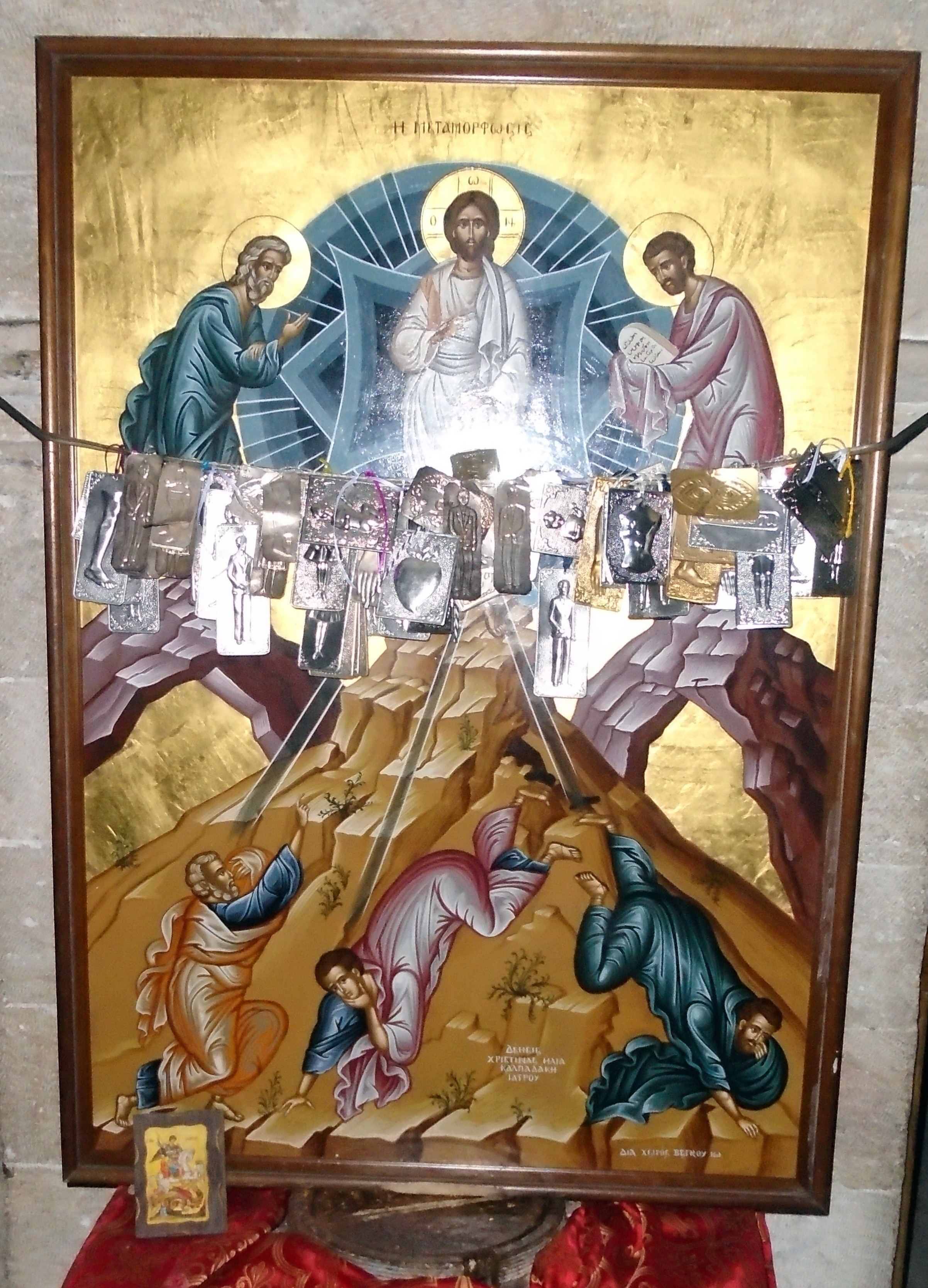
Ikona Afendis Christos z góry Juchtas